# Cristo benedicente (Raffael)
Cristo benedicente („Segnender Christus“) oder Redentore benedicente („Segnender Erlöser“) ist ein Gemälde von Raffael, das um 1506 entstand. Es wurde mit Ölfarben auf Eichenholz im Format H 31,7 × B 25,3 cm gemalt.

## Beschreibung
Bildgegenstand ist Jesus Christus als Auferstandener mit der Dornenkrone und den Wunden der Kreuzigung. Er trägt einen purpurroten Überwurf, der lediglich seine rechte Schulter und den Unterleib unterhalb des Beckens bedeckt. Mit geneigtem Kopf blickt er den Betrachter ernst und konzentriert an. Die Haare sind schulterlang, der Bart ist kurz und durchsichtig. Die Beine sind im Kontrapost zu denken. Ähnlich dem Salvator-Mundi-Typus vollzieht die rechte Hand den Segensgestus. Den Hintergrund bildet eine Hügellandschaft, darüber ein wolkenloses, nach oben sich vertiefendes Himmelsblau.

## Provenienz
Das Christusbild wurde 1821 von der Pesaro-Familie an Tosio de Brescia verkauft. 1851 transferierte dieser es zur Pinacoteca Tosio Martinengo in Brescia, seitdem befindet es sich dort in der ständigen Ausstellung.